# NGC 2583
NGC 2583 este o galaxie eliptică situată în constelația Hidra. A fost descoperită în 1886 de către Frank Muller.